# アセチルコリン受容体
アセチルコリン受容体（アセチルコリンじゅようたい、英: acetylcholine receptor、AChR）は神経伝達物質であるアセチルコリンの受容体である。アセチルコリンによって刺激されるので、コリン作動性受容体とも呼ばれる。
アセチルコリン受容体は代謝調節型のムスカリン受容体とイオンチャネル型のニコチン受容体の二つに大別される。ムスカリンがムスカリン受容体アゴニストとして、ニコチンがニコチン受容体アゴニストとして働くことからこの名前がある。
アセチルコリンはどちらの受容体にも作用する。アセチルコリン受容体に作用する薬は、その作用する受容体及びその受容体の存在する組織によって異なる作用を示す。薬物の中にはどちらにも作用するものと、どちらか一方により選択的に作用するものがある。

## ムスカリン受容体

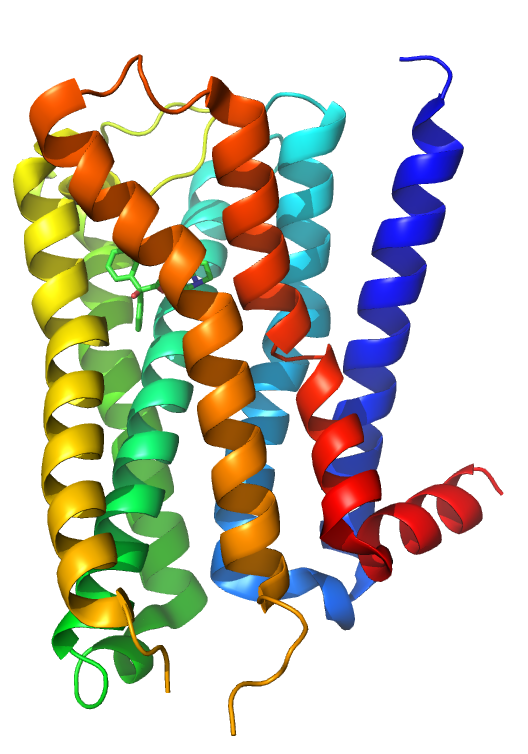
ムスカリン受容体の1つM_{2}の構造。

ムスカリン受容体（mAchR）は代謝調節型の受容体でGタンパク質共役受容体（GPCR）の一種である。末梢では副交感神経の神経終末に存在し、副交感神経の効果器の活動を制御する。中枢にも存在している。尚、ムスカリン受容体はさらに細かくM1～M5のサブタイプで分類され、それぞれの受容体に非選択的に作用する薬と選択的に作用する薬が存在する。副交感神経終末にはM1受容体が多い。

### サブタイプ
M1 - 脳（皮質、海馬）、腺、交感神経に分布、胃の壁細胞
M2 - 心臓、後脳、平滑筋に分布
M3 - 平滑筋、腺、脳に分布
M4 - 脳（前脳、線条体）に分布
M5 - 脳（黒質）、眼に分布

### ムスカリン受容体の刺激作用
- 心臓では、洞房結節、房室結節に作用し、心拍数を低下させる。
- 消化器では、一般に消化管運動、消化液(胃酸・唾液)の分泌を促進する。
- 血管平滑筋は拡張し、血圧が低下する。
- 気管支平滑筋は収縮する。
- 眼では、縮瞳し、眼圧が低下する。
- 膀胱は収縮し排尿を促す。膀胱にはM2/M3受容体が多い。

### ムスカリン受容体作動薬
- ピロカルピン
- セビメリン
- ベタネコール
- ムスカリン
- キサノメリン
- KarXT
- エムラクリジン
- NBI-1117568

### ムスカリン受容体拮抗薬
アセチルコリンがムスカリン受容体を刺激することを阻害する。ムスカリン受容体拮抗薬（M1ブロッカー、Muscarinic antagonist）。
- アトロピン
- トロピカミド
- オキシブチニン
- プロピベリン
- トルテロジン
- ソリフェナシン
- イミダフェナシン
- トロスピウム

## ニコチン受容体

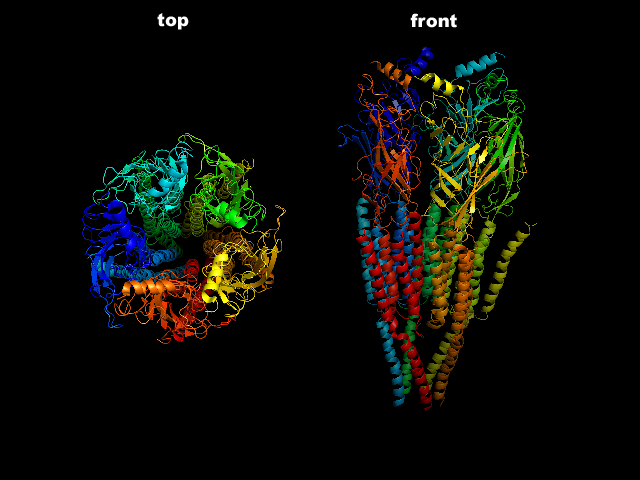
ニコチン性アセチルコリン受容体の構造。

ニコチン受容体（nAchR）は、イオンチャネル型の受容体で、末梢では自律神経（交感神経と副交感神経）の節前線維終末（副腎髄質での神経終末を含む）及び運動神経終末に存在しており、交感神経も副交感神経もともにニコチン受容体を介して興奮が伝達され、筋肉の運動はニコチン受容体を介して行われる。尚、自律神経節前線維終末受容体(NN受容体)と運動神経終末のニコチン受容体(NM受容体)は厳密には異なる受容体であり、非選択的に作用する薬と選択的に作用する薬がある。

### ニコチン受容体の分類
筋肉型（NM） - 神経筋接合部に分布
末梢神経型（NN） - 自律神経節、副腎髄質に分布
中枢神経型（CNS） - シナプスに分布

### ニコチン受容体の刺激作用
- NN受容体を介して交感神経及び副交感神経の興奮様作用が起こる。一般に交感神経と副交感神経は「拮抗的二重支配」を行っており、その作用は互いに拮抗することが多い。よってどちらの作用が現れるかは、どちらの神経がより優位にその組織を支配しているかによって決まる。
  - 心臓は副交感神経が優位に支配しており、心拍数が低下する。
  - 血圧(血管平滑筋)の支配は交感神経が優位に支配しており血圧は上昇する。
  - 消化器系は副交感神経が優位に支配しており、ムスカリン受容体刺激様作用が生じる。
- NM受容体を介して筋肉の収縮が起こり痙攣を生じる。

### ニコチン受容体作動薬
- カルバコール
- ニコチン

### ニコチン受容体拮抗薬
アセチルコリンがニコチン受容体に結合することを阻害する。
- パンクロニウム
- ベクロニウム
- ロクロニウム
- ツボクラリン
- ネオニコチノイド